# NGC 7787
NGC 7787 је лентикуларна галаксија у сазвежђу Рибе која се налази на NGC листи објеката дубоког неба.
Деклинација објекта је + 0° 32' 59" а ректасцензија 23h 56m 7,8s. Привидна величина (магнитуда) објекта NGC 7787 износи 14,4 а фотографска магнитуда 15,3. NGC 7787 је још познат и под ознакама UGC 12849, MCG 0-1-5, CGCG 382-3, IRAS 23535+0016, PGC 72930.